# Feldhockey-Weltmeisterschaft der Herren 2026
Die Feldhockey-Weltmeisterschaft der Herren 2026 ist die 16. Auflage der Feldhockey-Weltmeisterschaft der FIH.
Die Weltmeisterschaft soll vom 15. bis zum 30. August 2026 sowohl im belgischen Wavre wie auch im niederländischen Amstelveen, zeitgleich mit der Weltmeisterschaft der Damen, stattfinden.
Titelverteidiger ist die Deutsche Hockeynationalmannschaft der Herren.

## Austragungsort
Im November 2022 gab die FIH die Austragungsorte für die Feldhockey-Weltmeisterschaft 2026 bekannt.
| Amstelveen |

| Wavre |

| Amstelveen |

| Wavre |

## Qualifikation
Nach den Qualifikationsregeln der FIH qualifizieren sich, neben den Gastgebern Belgien und Niederlande, insgesamt 16 Teams aus der gesamten Welt.
| Land        | qualifiziert als                                         | bisherige Teilnahmen | bisherige Teilnahmen                                                                     |
| Land        | qualifiziert als                                         | Anzahl               | Jahre                                                                                    |
| ----------- | -------------------------------------------------------- | -------------------- | ---------------------------------------------------------------------------------------- |
| Belgien     | Gastgeber                                                | 07                   | 1973, 1978, 1994, 2002, 2014, 2018, 2023                                                 |
| Niederlande | Gastgeber                                                | 15                   | 1971, 1973, 1975, 1978, 1982, 1986, 1990, 1994, 1998, 2002, 2006, 2010, 2014, 2018, 2023 |
| Australien  | Bestplatzierter FIH Pro League 2023–24                   | 14                   | 1971, 1975, 1978, 1982, 1986, 1990, 1994, 1998, 2002, 2006, 2010, 2014, 2018, 2023       |
| Spanien     | Bestplatzierter FIH Pro League 2024–25                   | 15                   | 1971, 1973, 1975, 1978, 1982, 1986, 1990, 1994, 1998, 2002, 2006, 2010, 2014, 2018, 2023 |
|             | Bestplatzierter in der Kontinentalen Föderation Afrika   |                      |                                                                                          |
| Argentinien | Bestplatzierter in der Kontinentalen Föderation Amerika  | 14                   | 1971, 1973, 1975, 1978, 1982, 1986, 1990, 1994, 2002, 2006, 2010, 2014, 2018, 2023       |
|             | Bestplatzierter in der Kontinentalen Föderation Asien    |                      |                                                                                          |
| Deutschland | Bestplatzierter in der Kontinentalen Föderation Europa   | 15                   | 1971, 1973, 1975, 1978, 1982, 1986, 1990, 1994, 1998, 2002, 2006, 2010, 2014, 2018, 2023 |
|             | Bestplatzierter in der Kontinentalen Föderation Ozeanien |                      |                                                                                          |
|             | Qualifiziert über das Qualifikationstunier               |                      |                                                                                          |
|             | Qualifiziert über das Qualifikationstunier               |                      |                                                                                          |
|             | Qualifiziert über das Qualifikationstunier               |                      |                                                                                          |
|             | Qualifiziert über das Qualifikationstunier               |                      |                                                                                          |
|             | Qualifiziert über das Qualifikationstunier               |                      |                                                                                          |
|             | Qualifiziert über das Qualifikationstunier               |                      |                                                                                          |
|             | Qualifiziert über das Qualifikationstunier               |                      |                                                                                          |